# 機場快綫單程票
機場快綫單程票，是由香港港鐵所發出的車票，用以並祗限於機場快綫使用，屬機場快綫票種之一。
機場快綫單程票分為紙質印字版智能車票或印刷版塑膠質料智能車票兩款，由單程票售票機發出及客務中心發售及以換領券換領版本均為紙質車票，上面印有適用車程的資料以便查票，分為往機場／博覽館及往市區兩款；而塑膠車票則只限於網上以信用卡訂購並於機場快綫客務中心領取，車票票面以一列機場快綫列車及金紫荊廣場（香港站）、尖沙咀鐘樓與香港文化中心（九龍站）及天壇大佛與昂坪纜車（青衣站）為主題，並只能往／返機場站（博覽館站不適用）。

## 用途
機場快綫單程票祗限乘搭機場快綫單程一次，並必須為來往以下車站：
- 香港站／九龍站／青衣站 ↔ 機場站／博覽館站；
- 機場站 ↔ 博覽館站。

## 發售
紙質車票可於機場快綫站內之客務中心或自動售票機發出及以換領券換領，只於發票當日有效。
機場快綫單程票亦接受網上購票，訂購後於機場快綫客務中心領取塑膠車票，同樣地只於發票當日有效。

## 售價
機場快綫單程票分為以下兩種：
- 成人票：適用於任何人士，包括學生、殘疾人士、長者和60-64歲香港居民。
  - 售價（與即日來回紙質車票相同）：
    - 香港站往來機場站/博覽館站：HK$115
    - 九龍站往來機場站/博覽館站：HK$105
    - 青衣站往來機場站/博覽館站：HK$70
    - 機場站往來博覽館站：HK$6
- 小童票：只限3歲至11歲小童使用。售價為成人車票之一半。
- 3歲以下，由已繳付成人車費的乘客帶領的乘客毋須購買車票，否則便需購買小童票。

## 歷史
- 自2010年6月起，機場快綫改用智能車票，使用方法如八達通一樣，不用放入閘機內，車票用完後應該投入車票回收箱或自行保存作為留念。

## 免費服務
- 乘客不可享有其他港鐵轉乘優惠，但可以憑車票免費乘搭機場快綫穿梭巴士，「早晨專綫服務」不可以作為有效憑證。前往市區車站時必須在上車前出示有效車票予司機查核；而從市區車站上車的乘客，須先出閘後到登車處把車票交給職員方可乘搭，登車處會將車票收回。

## 早晨專綫服務
逢星期一至六（公共假期除外），青衣站或九龍站會於早上7時至10時會發售前往香港站的車票，一般乘客只需於上述時間在青衣站或九龍站的客務中心（位於2號從機場抵站列車月台旁）以現金購買價值HK$20的車票便可，享用「機場快綫早晨專綫服務」並不可享有其他港鐵轉乘優惠及乘搭機場快綫穿梭巴士的權利，但車票則於發票當日有效。青衣站及九龍站之機場快綫晨早專線服務於2016年11月14日起可在優惠時段内直接使用八達通出入閘，無須自行往客務中心購票；於2017年5月2日起改為全面使用八達通，不再發售「早晨專綫服務」車票。

## 外部連結
- 港鐵「機場快綫服務指南」 （页面存档备份，存于）
- 港鐵 > 最新動態 > 機場快綫早晨專綫服務 （页面存档备份，存于）